# Sphaerodactylus ramsdeni
Sphaerodactylus ramsdeni — вид геконоподібних ящірок родини Sphaerodactylidae. Ендемік Куби.

## Поширення і екологія
Sphaerodactylus ramsdeni мешкають в горах Сьєрра-дель-Гуасо і Сьєрра-де-ла-Гран-Пьєдра на сході Куби, в провінціях Сантьяго-де-Куба, Ольгін і Гуантанамо. Вони живуть в широколистяних тропічних лісах, під камінням. Відкладають яйця.